# Damen Tischtennis-Bundesliga
Die Damen Tischtennis-Bundesliga ist die höchste deutsche Spielklasse im Frauen-Tischtennis.
In der Bundesliga treten aktuell sieben Mannschaften in einem Ligasystem an, bei dem jeder Verein je ein Hin- und Rückspiel gegen jeden anderen Verein bestreitet. Die ersten sechs Mannschaften qualifizieren sich für die Playoffs, wobei die Teams auf den ersten beiden Plätzen für das Halbfinale gesetzt sind.
Erfolgreichster Verein der Bundesliga ist der DSC Kaiserberg, gefolgt vom ttc berlin eastside und dem TTC Langweid.

## Die Bundesliga-Meister
| Verein                    | Titel | Jahre |
| ------------------------- | ----- | --- |
| DSC Kaiserberg            | 18    | 1961/62, 1962/63, 1964/65, 1965/66, 1966/67, 1967/68, 1968/69, 1969/70, 1970/71, 1971/72, 1974/75, 1975/76, 1976/77, 1977/78, 1980/81, 1981/82, 1983/84, 1987/88 |
| ttc berlin eastside       | 10    | 2013/14, 2014/15, 2015/16, 2016/17, 2018/19, 2019/20, 2020/21, 2021/22, 2022/23, 2023/24                                                                         |
| TTC Langweid              | 8     | 1995/96, 1998/99, 1999/2000, 2000/01, 2002/03, 2003/04, 2005/06, 2006/07                                                                                         |
| FSV Kroppach              | 7     | 2001/02, 2007/08, 2008/09, 2009/10, 2010/11, 2011/12, 2012/13 |
| SG Eintracht Frankfurt    | 7     | 1947/48, 1951/52, 1952/53, 1955/56, 1956/57, 1957/58, 1958/59 |
| Spvg Steinhagen           | 6     | 1988/89, 1989/90, 1990/91, 1991/92, 1992/93, 1993/94 |
| Kieler TTK Grün-Weiß      | 3     | 1960/61, 1963/64, 1973/74 |
| BSG Osram Berlin          | 3     | 1935/36, 1936/37, 1937/38 |
| VfB Lübeck                | 2     | 1996/97, 1997/98 |
| Frankfurter TG von 1847   | 2     | 1985/86, 1986/87 |
| TTC Rot-Weiß Hamburg      | 2     | 1953/54, 1954/55 |
| TSV Union Wuppertal       | 2     | 1948/49, 1949/50 |
| TTC 1946 Weinheim         | 1     | 2024/25 |
| SV DJK Kolbermoor         | 1     | 2017/18 |
| TV Busenbach              | 1     | 2004/05 |
| TSG Dülmen                | 1     | 1994/95 |
| ATSV Saarbrücken          | 1     | 1984/85 |
| TTVg WRW Kleve            | 1     | 1979/80 |
| TSV Kronshagen            | 1     | 1978/79 |
| VfL Osnabrück             | 1     | 1972/73 |
| Turn-Klubb zu Hannover    | 1     | 1959/60 |
| MTV München 79            | 1     | 1950/51 |
| Postsportverein Wien      | 1     | 1938/39 |
| Reemtsma-SG Dresden       | 1     | 1934/35 |
| TTC Kurpfalz Ludwigshafen | 1     | 1933/34 |

### Die Double- und Triple-Gewinner
Folgende Vereine haben in einer Saison sowohl die deutsche Meisterschaft als auch den Pokal gewonnen:
- DSC Kaiserberg – 1964/65, 1965/66, 1966/67, 1976/68, 1968/69, 1970/71, 1971/72, 1975/76, 1976/77, 1977/78, 1978/79, 1980/81, 1981/82
- ttc berlin eastside – 2013/14, 2014/15, 2015/16, 2016/17, 2019/20, 2020/21, 2022/23, 2023/24
- ATSV Saarbrücken – 1984/85
- SG Eintracht Frankfurt – 1958/59

Das Triple aus deutscher Meisterschaft, Pokal und Europapokal bzw. Champions League schafften bisher folgende Vereine:
- ttc berlin eastside – 2013/14, 2015/16, 2016/17, 2020/21
- DTC Kaiserberg – 1965/66